# Helena Štáchová
Helena Štáchová (18. listopadu 1944 Praha – 22. března 2017 Praha) byla česká loutkoherečka, zpěvačka, scenáristka, režisérka, dabérka, v letech 1996–2017 ředitelka loutkového Divadla Spejbla a Hurvínka. Pro televizi dabovala např. Lízu Simpsonovou v kresleném americkém seriálu Simpsonovi.

## Kariéra
Narodila se 18. listopadu 1944. Otec byl inženýr, hrál na violu, matka byla profesorka, kreslila a psala literární scénáře. Bratr se stal zvěrolékařem. Po maturitě byla přijata na pedagogickou fakultu k oboru literatura a výtvarná výchova, ke studiu však nenastoupila. Jako elévka brzy přišla do Divadla Spejbla a Hurvínka (S+H), po roce se vydala studovat Divadelní fakultu Akademie múzických umění a po jejím absolvování v roce 1966 se ve svých 22 letech stala stálou členkou divadla.
V roce 1967 převzala po Boženě Welekové loutku Máničky a stala se její výhradní interpretkou, v pořadí už třetí. Jako první se připojila k tradici, zavedené Milošem Kirschnerem u Spejbla a Hurvínka, že se při hostování divadla v zahraničí naučila svou roli v jazyce hostitelské země. V roce 1971 byla speciálně pro ni vytvořena role Mániččiny „bábinky“ paní Kateřiny Hovorkové, která se stala čtvrtou hlavní postavou spejblovského divadla.
Pro divadlo později začala hry také psát a režírovat, spolu s Kirschnerem vytvořila rovněž řadu gramofonových desek, rozhlasových pořadů, knih apod. Jako první nahrála v roce 1969 pro Supraphon scénku Hurvínkovi k narozeninám. Po Kirschnerově smrti pokračovala v nahrávání s kolegou Martinem Kláskem. Nahrávky Divadla S+H v průběhu let získaly celkem 33 zlatých, 25 platinových a jednu diamantovou desku.
Od 1. ledna 1995 se Divadlo S+H přestěhovalo z Římské ulice na Vinohradech do nové budovy v Dejvicích. Po smrti ředitele a svého manžela Miloše Kirschnera se v roce 1996 sama stala jeho ředitelkou. V srpnu 2008 vyhrála pro divadlo osmiletý soudní spor s městem Plzní o práva na obě postavy Spejbla a Hurvínka.
Štáchová působila mimo divadlo také v televizi, dabingu a rozhlase. Propůjčila svůj hlas např. Líze Simpsonové z kreslené rodiny Simpsonových (v této roli ji po smrti nahradila Ivana Korolová), dabovala také Míšu Kuličku. Nějakou dobu učila na DAMU. Psala scénáře televizní i rozhlasové, hry pro děti i pro dospělé, sama je i režírovala a v Divadle S+H působila také dramaturgicky. Celkem napsala 9 knih a 54 scénářů, 7 her pro dospělé a 9 pro děti.
V roce 2013 pro Divadlo S+H převzala cenu Thálie, téhož roku obdržela Zlatý vavřínový řád Hospodářské komory. V dubnu 2016 u příležitosti Hurvínkových 90. narozenin převzala z rukou Jiřího Hromady certifikát o čestném členství v Herecké asociaci.

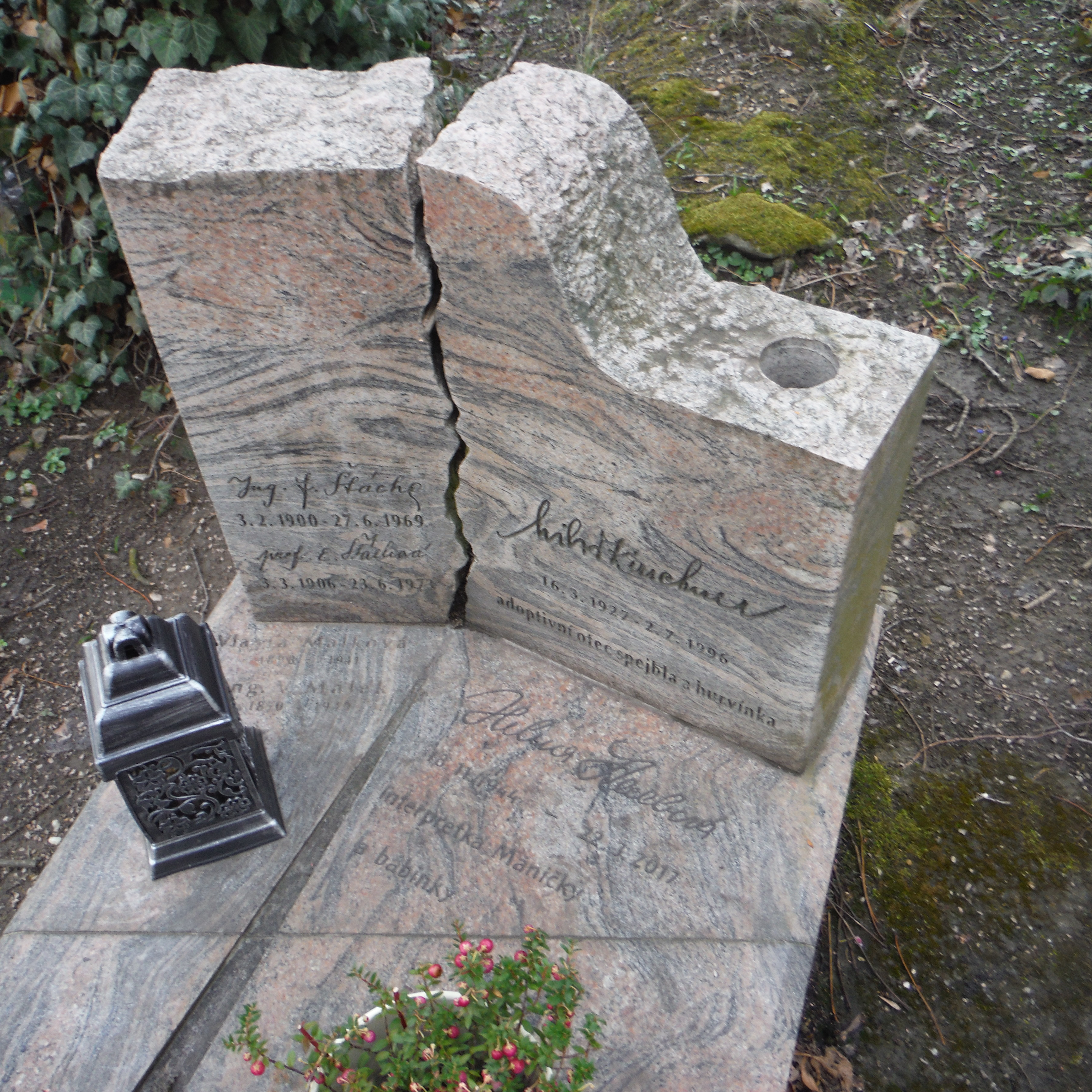
Hrob Heleny Štáchové na Olšanských hřbitovech

Zemřela ve věku 72 let na rakovinu[zdroj⁠?!] v noci z úterý na středu 21.–22. března 2017. Před smrtí stačila dokončit animovaný snímek Hurvínek a kouzelné muzeum. V roce 2018 jí Praha 6 udělila Čestné občanství in memoriamJe pohřbena na Olšanských hřbitovech se svým manželem Milošem Kirschnerem.

## Osobní život

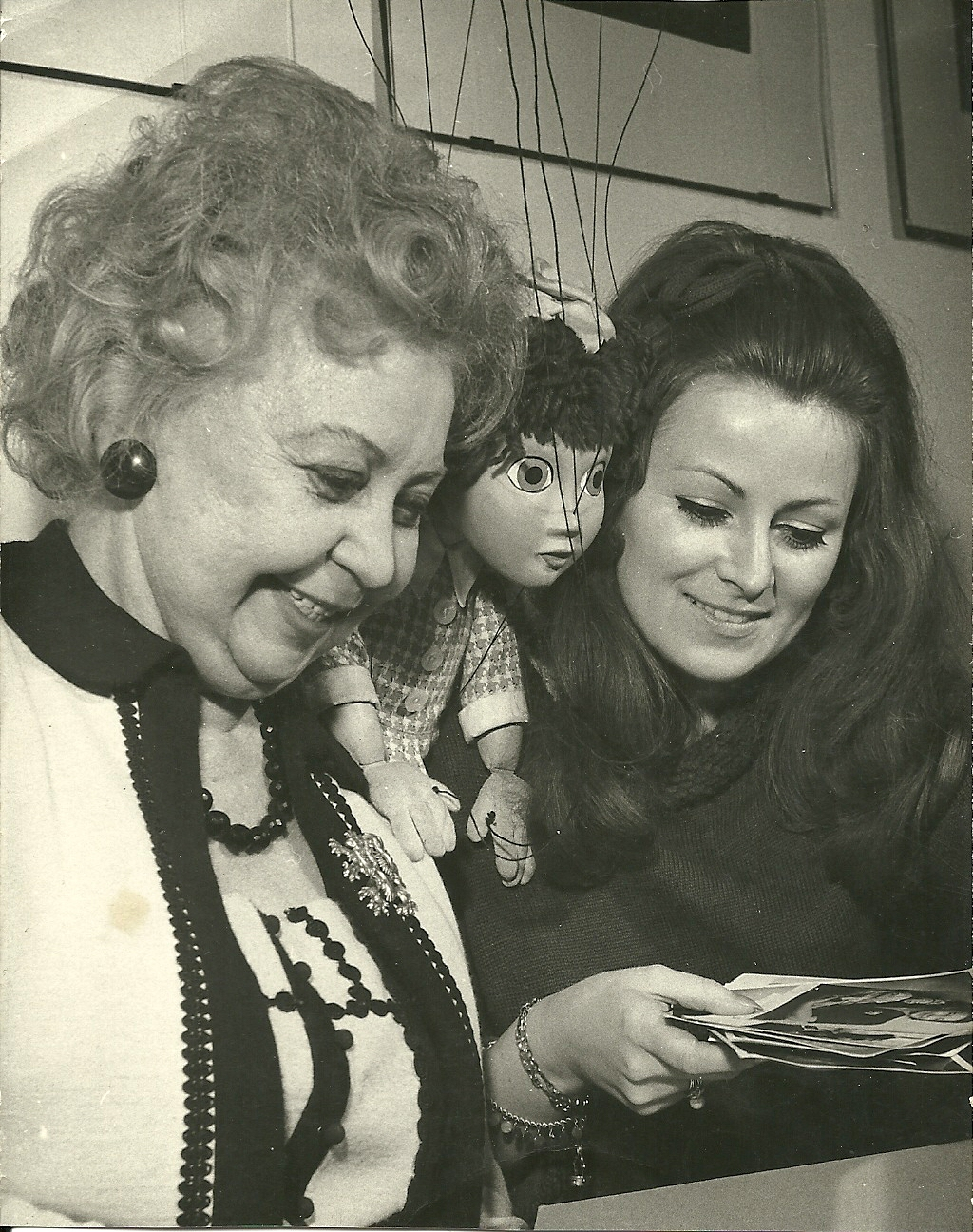
Helena Štáchová (vpravo) s Boženou Welekovou a Máničkou

Manželem Heleny Štáchové se v roce 1972 stal její o 16 let starší kolega a ředitel Divadla Spejbla a Hurvínka Miloš Kirschner (1927–1996). Měli tři děti, první dcera Helena však přežila jen jeden den po porodu. Následovala dcera Denisa a o dva roky mladší syn Miloš. Denisa vystudovala kulturologii na Karlově Univerzitě a v Divadle S+H působí jako dramaturgyně, píše knihy, divadelní hry, podílí se na propagaci. Miloš vystudoval design a FAMU, pro Divadlo S+H tvoří návrhy loutek a scény, píše scénáře pro zvukové nosiče i divadelní hry, které rovněž režíruje. Po Kirschnerově smrti se jejím životním partnerem stal politolog Zdeněk Zbořil.
V roce 1984 prodělala velmi vážnou autonehodu, při které přišla o část obličeje a následně prodělala řadu záchranných operací. V roce 2004 jí byl poprvé diagnostikován lymfom a svou léčbu Štáchová zaznamenala v knize Život na nitích (2005).

## Diskografie
Diskografie není úplná:
- 1998 Hurvínkova diskotéka I – Axel cd – EAN 8 594031 980025, MC, CD [13]
- 2004 Dobrý večer s Waldemarem – FR, CD – 10. Ach ta láska nebeská – Waldemar Matuška & Miloš Kirschner & Helena Štáchová